# Petra Nicolaisen
Petra Nicolaisen (nascida em 12 de dezembro de 1965) é uma política alemã da União Democrata-Cristã (CDU) que actua como membro do Bundestag pelo estado de Schleswig-Holstein desde 2017.

## Carreira política
Nicolaisen tornou-se membro do Bundestag nas eleições federais alemãs de 2017, representando Flensburg e Schleswig-Flensburg. É membro da Comissão de Assuntos Internos.